# PSR J0737−3039

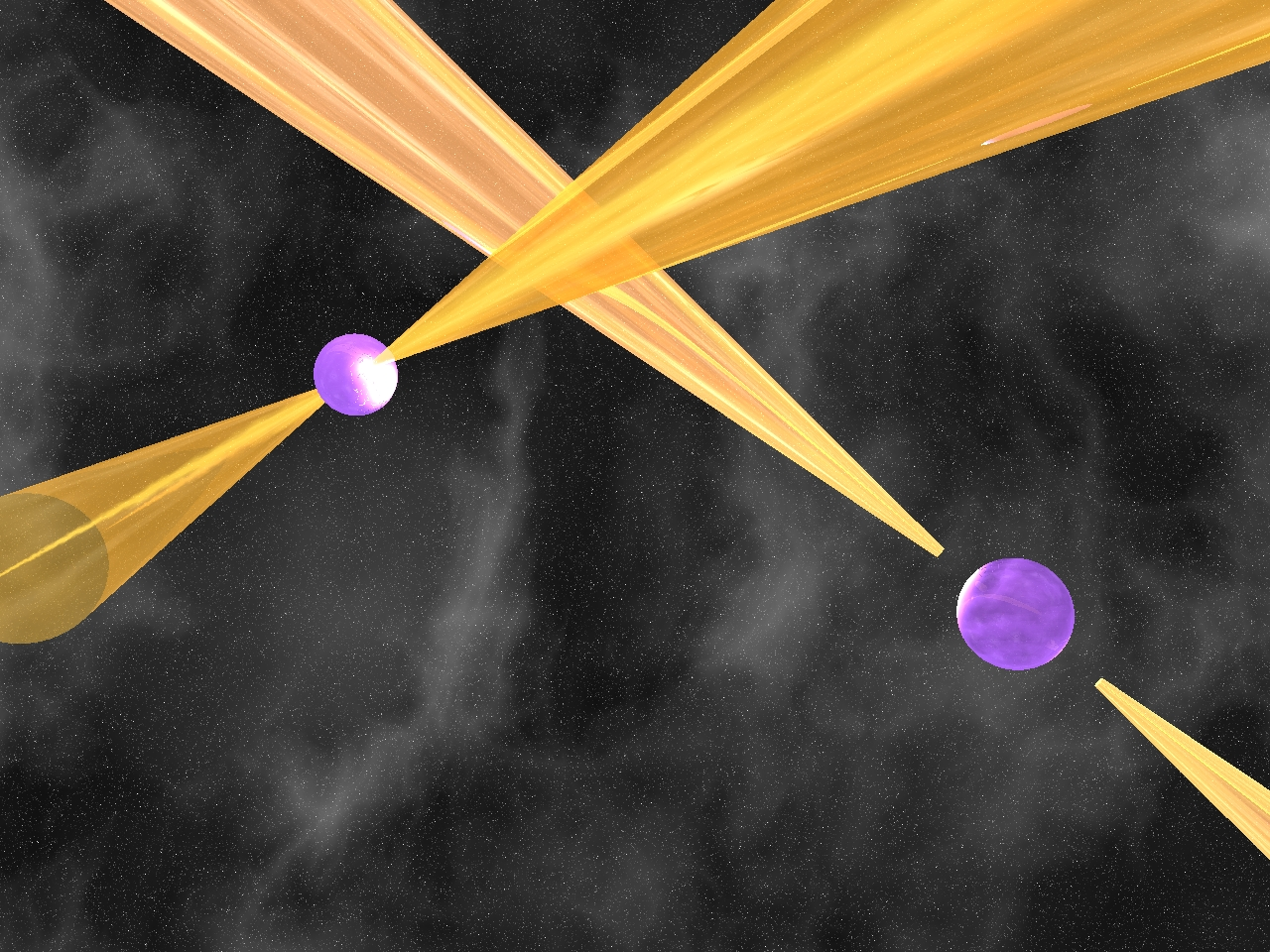
J0737−3039 в уяві художника. Пропорцій не дотримано.

PSR J0737−3039 — подвійна зоряна система, обидва компоненти якої — пульсари. Відкрита в 2003 році і є першим відомим подвійним пульсаром.
PSR J0737-3039 подібна до іншої системи — PSR B1913+16, відкритої в 1974 році Тейлором і Галсом (який отримав за дослідження системи Нобелівську премію з фізики 1993 року). Об'єкти такого роду дозволяють досить точно перевіряти передбачення загальної теорії відносності (ЗТВ) Ейнштейна, оскільки релятивістські ефекти відбиваються на часових інтервалах, з якими пульсари випромінюють електромагнітні імпульси. Однак більшість виявлених донині систем подібного типу складається з одного пульсара і однієї нейтронної зорі. J0737-3039 — перший відомий випадок, коли обидва компоненти є пульсарами.
Компоненти системи відокремлює відстань близько 800 тис. км (що всього в два з лишком рази перевищує відстань між Землею і Місяцем) і мчать по своїх орбітах зі швидкістю близько 300 км/с. Орбітальний період J0737-3039 становить 2,4 години — найменший з відомих для подібного роду систем (одна третина орбітального періоду системи Тейлора — Галса).
Система пульсарів PSR J0737-3039A і B розташована на відстані 2000 світлових років від Землі в напрямку сузір'я Корми, за 3 градуси на південний схід від зірки {\displaystyle \eta } Великого Пса.

## Релятивістські ефекти
Надзвичайна близькість компонентів системи і малий орбітальний період, а також той факт, що ми бачимо систему практично з ребра — все це дозволяє досліджувати прояви релятивістських ефектів з високою точністю. Починаючи від 2005 року публікується безліч даних, що свідчать про повну відповідність спостережуваних ефектів теорії:
- Підтверджується передбачувана ЗТВ втрата енергії системою через випромінювання гравітаційних хвиль. Цей результат є сильним непрямим підтвердженням існування останніх. Внаслідок втрати енергії на випромінювання гравітаційних хвиль, розмір орбіти системи, відповідно до теорії, скорочується на 7 міліметрів щодня. Два компоненти зіткнуться приблизно через 85 млн років, ймовірно, утворивши чорну діру.

- Під час зближення компонентів спостерігається збільшення (на 0,38 мкс) їхнього власного періоду обертання за рахунок уповільнення ходу часу в сильному гравітаційному полі.

- Коли сигнал від одного з пульсарів на шляху до Землі проходить поблизу іншого пульсара, сильне викривлення простору-часу й уповільнення ходу часу в околиці останнього викликає затримку проходження сигналу до 90 мілісекунд (див. Ефект Шапіро).

- У 2008 році завдяки J0737-3039 відкрито[1] аномальну прецесію осі обертання пульсара під дією сильного поля тяжіння свого сусіда. Спостережуваний ефект, відомий як геодезична прецесія і передбачений самим Ейнштейном приблизно 90 років тому, до цього моменту ще не фіксували. Згідно з ЗТВ, два масивних тіла, що обертаються поруч, повинні викликати викривлення простору, достатнє для зміщення осі, навколо якої вони обертаються. Як наслідок такого зміщення, самі тіла почнуть коливатися. Саме ці коливання протягом чотирьох років вимірювали астрономи під час затемнень пульсара А. Обчислення на підставі цих спостережень значення повороту осі становить 4,77±0,66 градуса на рік. Таким чином, за ~75 років вісь здійснює повний оборот.

## Параметри пульсарів
| Властивість        | Пульсар A | Пульсар B |
| ------------------ | --------- | --------- |
| Період обертання   | 23 мс     | 2,8 с     |
| Маса               | 1,338 M☉  | 1,249 M☉  |
| Орбітальний період | 2,4 год   | 2,4 год   |